# Anarcho-indépendantisme
L'anarcho-indépendantisme est un courant de l'anarchisme qui vise à concilier « luttes de libérations nationales » et perspective anarchiste. 
À ne pas confondre avec le national anarchisme, l'anarcho-indépendantisme ne présente pas de divergence idéologique avec l'anarchisme[pas clair].
Cette appellation, pas nécessairement revendiquée, vise plutôt à distinguer les théories, organisations ou individus anarchistes soutenant, à des degrés divers, les "nationalismes minoritaires", c'est-à-dire les nationalismes sans État, développés dans les États aux économies les plus avancées à partir des années 1970, sans préjuger de l'importance qu'elles donnent à cette question nationale par rapport à d'autres, sociales notamment. 
Une première rencontre internationale anarcho-indépendantiste s'est déroulée en 1986 et son compte-rendu donne notamment à voir la mise en avant d'un rejet de l'interclassisme.
Des organisations s'en revendiquant ont existé ou existent encore en Catalogne (Negres Tempestes), Bretagne (comme la CBIL), Sardaigne, Pays basque notamment.

## Organisations et individus
- Askatasuna, ancienne revue de membres basques de la CNT.
- Émile Masson, écrivain et penseur socialiste libertaire.
- Federico Krutwig, homme politique, linguiste et écrivain basque.
- Félix Likiniano, anarchiste basque, créateur du symbole de l'ETA.
- Negres Tempestes, collective libertaire des Pays catalans (voir page sur le wiki catalan).
- Pablo Sastre, écrivain.

## Sources
- Regard sur l'Anarcho-Indépendantisme
- L’Anarcho-indépendantisme aux Canaries